# Micromus carpentieri
Micromus carpentieri är en insektsart som beskrevs av Johannes-Antoine Lestage 1925. Micromus carpentieri ingår i släktet Micromus och familjen florsländor. Inga underarter finns listade i Catalogue of Life.